# إرث الجدات
الجدة هي: أم الأم أو أم الأب وهي في علم الفرائض: (كل أم أدلت للميت بواسطة الأم أو الأب) وترث الجدة فرض السدس بالإجماع إن كانت وحدها أو كان معها جدة أخرى وارثة.

## ميراث الجدات
الجدة في علم الفرائض -أحد أقسام المعاملات في علم الفقه الإسلامي- هي: (كل أم أدلت للميت بواسطة الأم أو الأب) وإن علت، وهي من أصحاب الفروض
فتستحق السدس بالاتفاق إن كانت أما لأم أو أما لأب، ولا ترث إلا عند عدم الأم بالاتفاق فالأم تحجب كل الجدات، ولأن الجدات يرثن لأنهن أمهات مدليات بالأم. وللجدة تفاصيل واسعة، في كتب علم الفرائض، إلا أن بعض مسائل الجدات نادر. والجدة الوارثة عند أصحاب المذاهب الأربعة بالإتفاق هي: أم الأم وإن علت كأم أم الأم وأمهاتها المدليات بإناث خلص، والجدة أم الأب وإن علت كأم أم الأب وأمهاتها المدليات بإناث خلص. وما عدا ذلك من الجدات ففيه خلاف، ويمكن التعرف عليه باختصار فيما يلي. باعتبار أن الجدة المختلف فيها هي: (أم كل جد للميت وإن علا وأمهاتها المدليات بإناث خلص) فتشمل أم الجد أبي الأب، وأم أبي أبي الجد، فأم أبي الأب ترث عند الحنابلة ولاترث عندهم أم أبي أبي الأب. وأما عند (الحنفية والشافعية؛) فترث كل جدة أدلت بجد وارث هي وأمهاتها المدليات بإناث خلص، أما الجدة التي أدلت بجد غير وارث، أي: الجد أبو الأم وإن علا؛ فلا ترث هي وأمهاتها وإن علت لأنها من ذوي الأرحام.

## تقسيم الجدات
الوارث إما أن يكون له صلة مباشرة بالميت مثل: الابن والأب والأم وإما أن يكون مدليا بغيره. فإبن الابن مثلا يدلي بالإبن وينزل منزلته عند عدم وجوده. والجدة في الأصل تدلي بالأم ابتداء، ثم بالأب، فإن كانت بعيدة؛ فإما: أن تدلي بذكور أو إناث، وقسمها الشافعية إلى أربعة أقسام هي:
1. أن تدلي بمحض الإناث مثل: أم الأم وأم أم الأم وهكذا.
2. وإما أن تدلي بمحض الذكور مثل: أم الأب وأم أبي الأب وأم أبي أبي الأب، وهكذا كل من أدلت بالجد الوارث وإن علا.
3. وإما أن تدلي بإناث إلى ذكور مثل: أم أم أب وأم أم أم أبي الأب وهكذا، إن علت أمهات كل جد وارث وإن علا.
4. وإما أن تدلي بذكور إلى إناث مثل: أم أبي الأم. وقد اتفق مذهب أبي حنيفة[ ؟ ] ومذهب الشافعي على توريث الجدات في الأقسام الثلاثة السابقة، وعدم التوريث في هذا القسم الأخير، لأنها أدلت بغير وارث فهي من ذوي الأرحام. وهذا الجدول يوضح أمثلة لهذه الأقسام.

رمز(م) يشير للأم وأمهاتها، ورمز (ب) يشير للأب وآبائه، فمثلا: م م م معناه: أم أم الأم وم ب ب ب معناه: أم أبي أبي الأب.
- القسم: (1)، و ( 2)

| جهة الإدلاء | درجة1 | درجة 2 | درجة 3  | درجة 4           |
| ----------- | ----- | ------ | ------- | ---------------- |
| إناث خلص    | م م   | م م م  | م م م م | م م م م م وهكذا. |
| بذكور فقط   | م ب   | م ب ب  | م ب ب ب | م ب ب ب ب وهكذا. |

- القسم: ( 3 )

الإدلاء بكل جد وارث وإن علا ثم إلى أمهات كل وإن علت، ويمكن القول بأن الجدات في هذا القسم هن: (أمهات كل جد للميت من جهة أبيه أي: أبو الأب وأبو أبو الأب وإن علا، وأمهاتها المدليات بإناث خلص، مثل: أم أم أم أم أبي أبي الأب وإن علا نسب الجد أو علا نسب أمهات هؤلاء الأجداد.
| جهة الإدلاء    | درجة1     | درجة2       | درجة 3        |
| -------------- | --------- | ----------- | ------------- |
| بذكور إلى إناث | م م ب     | م م م ب     | م م م م ب     |
| بذكور إلى إناث | م م ب ب   | م م م ب ب   | م م م م ب ب   |
| بذكور إلى إناث | م م ب ب ب | م م م ب ب ب | م م م م ب ب ب |

- القسم: ( 4 )

الجدات المدليات بجد غير وارث وهو أبو الأم وإن علا
| جهة الإدلاء    | درجة1     | درجة2       | درجة 3        |
| -------------- | --------- | ----------- | ------------- |
| بإناث إلى ذكور | م ب م     | م م ب م     | م م م ب م     |
| بإناث إلى ذكور | م ب ب م   | م م ب ب م   | م م م ب ب م   |
| بإناث إلى ذكور | م ب ب ب م | م م ب ب ب م | م م م ب ب ب م |

## أقسام الجدات باعتبار الإرث وعدمه

### الجدات الوارثات
الجدات الوارثات بالإجماع
1. الجدة أم الأم وأمهاتها المدليات بإناث خلص. مثل: أم الأم وأم أم الأم وهكذا.
2. الجدة أم الأب وأمهاتها المدليات بإناث خلص. مثل: أم الأب وأم أم الأب وأم أم أم الأب وهكذا.

### الجدات المختلف في توريثهن
1. الجدة التي أدلت بالجد الوارث. مثل: أم أبي الأب، ترث عند الحنفية والشافعية والحنابلة ولا ترث عند المالكية.
2. الجدة التي أدلت بأبي الجد الوارث. مثل: أم أبي أبي الأب، ترث عند الحنفية والشافعية ولا ترث عند الحنابلة.
3. الجدة التي أدلت بجد غير وارث. مثل: أم أبي الأم، وهي من ذوي الأرحام اتفاقا، وهي عند الحنفية والشافعية غير وارثة إلا عند القائلين بتوريث ذوي الأرحام.

## جدول الجدات
| الجدات                               | مثال                      | الحكم                        |
| ------------------------------------ | ------------------------- | ---------------------------- |
| أم الأم وأمهاتها المدليات بإناث خلص. | أم أم و أم أم أم وهكذا    | ترث عند جميع الأئمة بلا خلاف |
| أم الأب وأمهاتها المدليات بإناث خلص. | أم الأب وأم أم الأب وهكذا | ترث عند جميع الأئمة بلا خلاف |

الجدات المختلف في توريثهن
| الجدات                | مثال             | الحكم                                                      |
| --------------------- | ---------------- | ---------------------------------------------------------- |
| من أدلت بالجد         | أم أب الأب       | ترث عند الحنفية والشافعية والحنابلة ولا ترث عند المالكية.  |
| من أدلت بأب الجد      | أم أبي أبي الأب. | ترث عند الحنفية والشافعية ولا ترث عند الحنابلة.            |
| من أدلت بجد غير وارث. | أم أب الأم       | من ذوي الأرحام لا ترث إلا عند القائلين بتوريث ذوي الأرحام. |

## نصيب الجدات
للجدة الواحدة السدس بالإتفاق، سواء كانت من جهة الأم أو من جهة الأب، بشرط عدم وجود الأم، لأنها تحجب كل الجدات. فلو مات الميت وخلف إبنا وأما وجدتان أحداهما أم أمه، والأخرى أم أبيه، فترث الأم السدس وللإبن الباقي تعصيباً، والجدتان محجوبتان بالأم.
وتحجب كل جدة بعيدة بالأقرب منها، فلو خلف الميت إبنا وأم أم وأم أم الأم؛ لأم الأم السدس وللإبن الباقي تعصيباً، وهكذا أم الأب القربى تحجب أم أم أب أبعد منها، وكل أم أم قريبة تحجب أم أب أبعد منها اتفاقا، مثل: أم أم الأم لاترث معها أم أم أم لأب لأنها أبعد منها، وإذا كان بالعكس، مثل: أم أم أم الأم وأم أم الأب ففيه قولان أحدهما: لاترث البعدى لأب مع القربى لأم، وثانيهما: أنها ترث معها ويقسم السدس بينهما، ورجحه الأكثرون. قال في منظومة الرحبية:
وإذا تساوى نسب الجدات، وهن كلهن وارثات، مثل: أم أم الأم وأم أم لأب؛ يقسم السدس بينهن بالتساوي.

## اقرأ أيضا
- علم الفرائض
- فروض الإرث
- العصبات
- جهات العصوبة
- إرث الجد والإخوة
- مسألة المشتركة